# جون سوليفان (لاعب كرة قاعدة أمريكي)
جون سوليفان (بالإنجليزية: John Sullivan)‏ هو لاعب كرة قاعدة أمريكي، ولد في 16 فبراير 1873 في إلينوي في الولايات المتحدة، وتوفي في 5 يونيو 1924 في سانت بول في الولايات المتحدة.

## وصلات خارجية
- جون سوليفان (لاعب كرة قاعدة أمريكي) على موقعبيزبول رفرنس.كوم (الدوري الرئيسي) (الإنجليزية)